# Карл Франц Прусский
Карл Франц Прусский (нем. Karl Franz von Preußen, полное имя Карл Франц Иосиф Вильгельм Фридрих Эдуард Пауль Прусский (нем. Karl Franz Josef Wilhelm Friedrich Eduard Paul von Preußen); 15 декабря 1916, Потсдам — 23 января 1975, Арика, Чили) — прусский принц из династии Гогенцоллернов, сын принца Иоахима Прусского и Марии Августы Ангальтской, внук Вильгельма II.

## Биография
Карл Франц Прусский родился 15 декабря 1916 года в разгар Первой мировой войны. Его родители — прусский принц Иоахим и ангальтская принцесса Мария Августа. Приходился внуком германскому императору и королю Пруссии Вильгельму II. Когда принцу было два года, Германская империя рухнула. Его дед-император отрекся от престола в 1918 году, а в 1920 году отец принц Иоахим покончил жизнь самоубийством.
На момент рождения принц был двенадцатым в линии наследования германского трона, а также, как потомок королевы Виктории, находился в линии наследования британского престола.
После самоубийства отца, принц был взят под опеку своего дяди принца Эйтеля Фридриха, назначенного Вильгельмом II официальным главой дома Гогенцоллернов. В 1921 году опекунство объявили незаконным, а ребёнка передали матери. Ей было дано это право, несмотря на то, что она сбежала от мужа, и многие при дворе высказывались против неё.
В 1922 году Мария Августа получила денежные средства от бывшего свекра, которые были прописаны в брачном договоре, хотя адвокат Вильгельма утверждал, что законы дома Гогенцоллернов больше не действительны и поэтому больше нет никаких обязательств в пользу Марии Августы и её сына.
В 1926 году Мария Августа снова вышла замуж за немецкого барона Йоханеса Михаэля фон Лоена, в 1935 году они развелись.
В годы Второй мировой войны Карл Франц служил лейтенантом в броневом дивизионе, находился на польском фронте. Был награждён Железным крестом.
Принц Карл Франц умер 23 января 1975 года в возрасте 58 лет.

## Браки и дети
Принц Карл Франц был женат трижды.
Первой супругой принца в 1940 году стала немецкая принцесса Генриетта Гермина Ванда Ида Луиза фон Шёнайх-Каролат (1918—1972). Она приходилась падчерицей деду Карла Франца, императору Вильгельму II. Он состоял в браке с 1922 года с её матерью, принцессой Герминой Рейсской. 5 сентября 1946 года пара развелась. В этом браке родилось трое детей:
- Франц Вильгельм (род. 3 сентября 1943), женился на претендентке на российский престол Марии Владимировне Романовой (род. 1953), взял имя Михаил Павлович и перешел в православие. В 1985 году они развелись, в браке родился один сын, Георгий Михайлович Романов;
- Фридрих Кристиан (3 сентября 1943 — 26 сентября 1943), брат-близнец Франца Вильгельма, прожил 23 дня;
- Франц Фридрих (род. 17 октября 1944), был дважды женат, 1 дочь.

9 ноября 1946 года вступил во второй (морганатический) брак с Луизой Дорой Хартмен (1901—1961), которая была его старше на 7 лет, детей пара не имела, развелась в 1959 году.
В том же 1959 году, 20 июля вступил в третий брак с донной Евой Марией Герера и Вальдивелано (1922—1987). Свадьба состоялась в Лиме — столице Перу. От брака родилось двое дочерей:
- Александра Мария (род. 29 апреля 1960) — супруга Альберта Ребоа с 1995 года, двое детей;
- Дезире Анастасия (род. 13 июля 1961) — супруга Хуана Карлоса Гамарра Скилс с 1983 года, двое детей.